# Phiomorpha
Phiomorpha är en systematisk grupp av gnagare som vanligen räknas till underordningen piggsvinsartade gnagare (Hystricomorpha). Till gruppen räknas tre nulevande familjer och några utdöda familjer som nästan uteslutande förekommer eller förekom i Afrika. Familjernas taxonomi är omstridd bland zoologerna och kanske har Phiomorpha inte bestånd i framtiden.
De levande familjerna är:
- Klippråttor (Petromuridae)
- Rörråttor (Thryonomyidae)
- Mullvadsgnagare (Bathyergidae)

Några utdöda familjer som enligt förslag ska räknas till gruppen är Bathyergoididae, Diamantomyidae, Kenyamyidae, Myophiomyidae och Phiomyidae.